# Kiki Dimoula

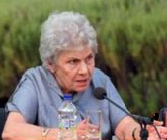
Kiki Dimoula

Kiki Dimoula (Κική Δημουλά), född 6 juni 1931 i Aten, död 22 februari 2020 i Aten, var en grekisk poet.

## På svenska
- Glömskans pubertet = Ē ephēbia tēs lēthēs (tolkning från grekiskan och efterskrift: Ingemar Rhedin, Axion edition, 1997) [tvåspråkig utgåva]
- Från mina rum: dikter i urval (översättning och efterord: Håkan Edgren, illustrationer: Claes Tellvid, Ellerström, 1997)
- Var hälsad aldrig = Chaire pote (tolkning från grekiskan och efterskrift: Ingemar Rhedin, Axion edition, 2002). Ny reviderad upplaga, 2004 [tvåspråkig utgåva]
- På spåren = Epi ta ichne (tolkning från grekiskan och efterskrift: Ingemar Rhedin, Axion edition, 2004)
- I kroppens främmande land, dikter 1956-2014 (tolkning från grekiskan och efterskrift Jan Henrik Swahn och Rea Ann-Margaret Mellberg, Ellerströms, 2016).